# Anglure
Anglure – miejscowość i gmina we Francji, w regionie Grand Est, w departamencie Marna.
Według danych na rok 1990 gminę zamieszkiwało 855 osób, a gęstość zaludnienia wynosiła 106 osób/km².